# Ciudad internacional
Una ciudad internacional es una ciudad-estado autónoma o semiautónoma que está separada de la supervisión directa de cualquier país.
Las ciudades internacionales son reconocidas por ser étnicamente mezcladas y/o porque la autoridad sobre la ciudad había sido previamente disputada por varios países.
Las ciudades internacionales se establecieron principalmente en los años 20 y 40, después de la Primera Guerra Mundial y la Segunda Guerra Mundial. 
Algunas ciudades internacionales, como la Ciudad libre de Danzig y el Territorio libre de Trieste, tenían su propia moneda y practicaban el comercio libre de aranceles. Estas ciudades internacionales tenían un autogobierno limitado (como en Danzig, con supervisión de la Sociedad de Naciones), o eran administradas por un cuerpo de representantes de varios países (como en Shanghái de 1845 a 1945 y la Tánger de 1923 a 1956). Las Naciones Unidas pretendían convertir a Jerusalén en una ciudad internacional con las resoluciones 181 y 194 de la Asamblea General entre 1947 y 1948, sin éxito.
Las ciudades internacionales pueden ser esencialmente una forma de condominio, un territorio donde la soberanía final es sostenida conjuntamente por más de un país. En el caso de las ciudades internacionales, la soberanía podría recaer en uno o más países o en un organismo internacional como la Sociedad de Naciones o las Naciones Unidas.